# Weidebrief
Der Weidebrief ist ein bedeutendes Bremer Dokument aus dem 12. Jahrhundert.

## Geschichte

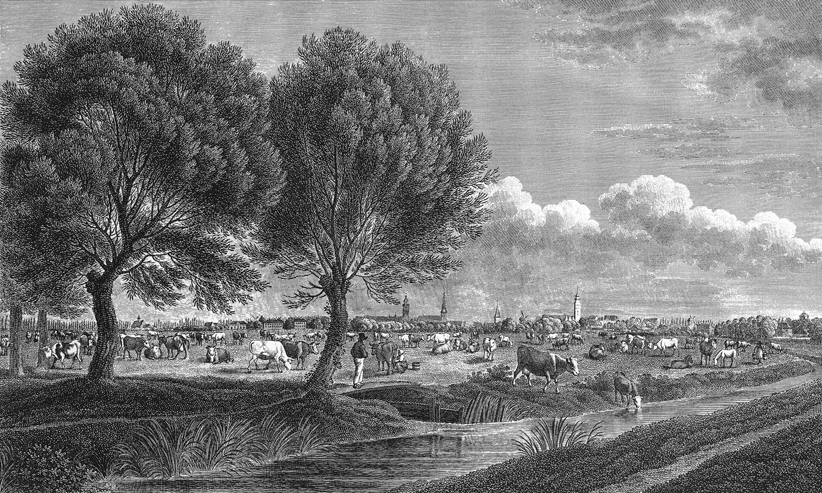
Bürgerweide um 1822

1159 wurde durch den sogenannten „Weidebrief“ des Bremer Erzbischofs Hartwig I. die Abgrenzung einer Fläche im Bereich der heutigen Bremer Bürgerweide geregelt, die als Allmendefläche (gemeinschaftliches Eigentum) als Viehweide genutzt werden durfte. Der Brief wurde einem Bürgerausschuss übergeben und gilt als erste Erwähnung einer Interessenvertretung von Bremen. Bereits 1139 wurde in bischöflichen Urkunden von einer Civitas Bremen geschrieben.
Die Grenzen waren „der Länge nach von dem Gewässer, welches man Widel nennt, bis zu dem Gewässer Coclake und der Breite nach von der festgesetzten Grenze des der Stadt benachbarten Dorfes Utbremen, bis zu denen von Schwachhausen und dem Barkhofe (…).“.
An den Besitzrechten der Bürgerweide entzündete sich 1530 die als Aufstand der 104 Männer bekannt gewordenen Unruhen in der Stadt.
Ein hinterer Teil des Gebietes wurde 1865 der vordere Teil des Bürgerparks, ein anderer Teil die Bremer Bürgerweide.
Später, in der Zeit der Aufklärung, wurde der Begriff Bürgerviehweide gebraucht und danach Bürgerweide. Das Herdentor (porta gregum), der Herdentorsteinweg und die Sögestraße sind u. a. Bezeichnungen, die auf die Bedeutung der Bürgerweide verweisen.

## Die Legende

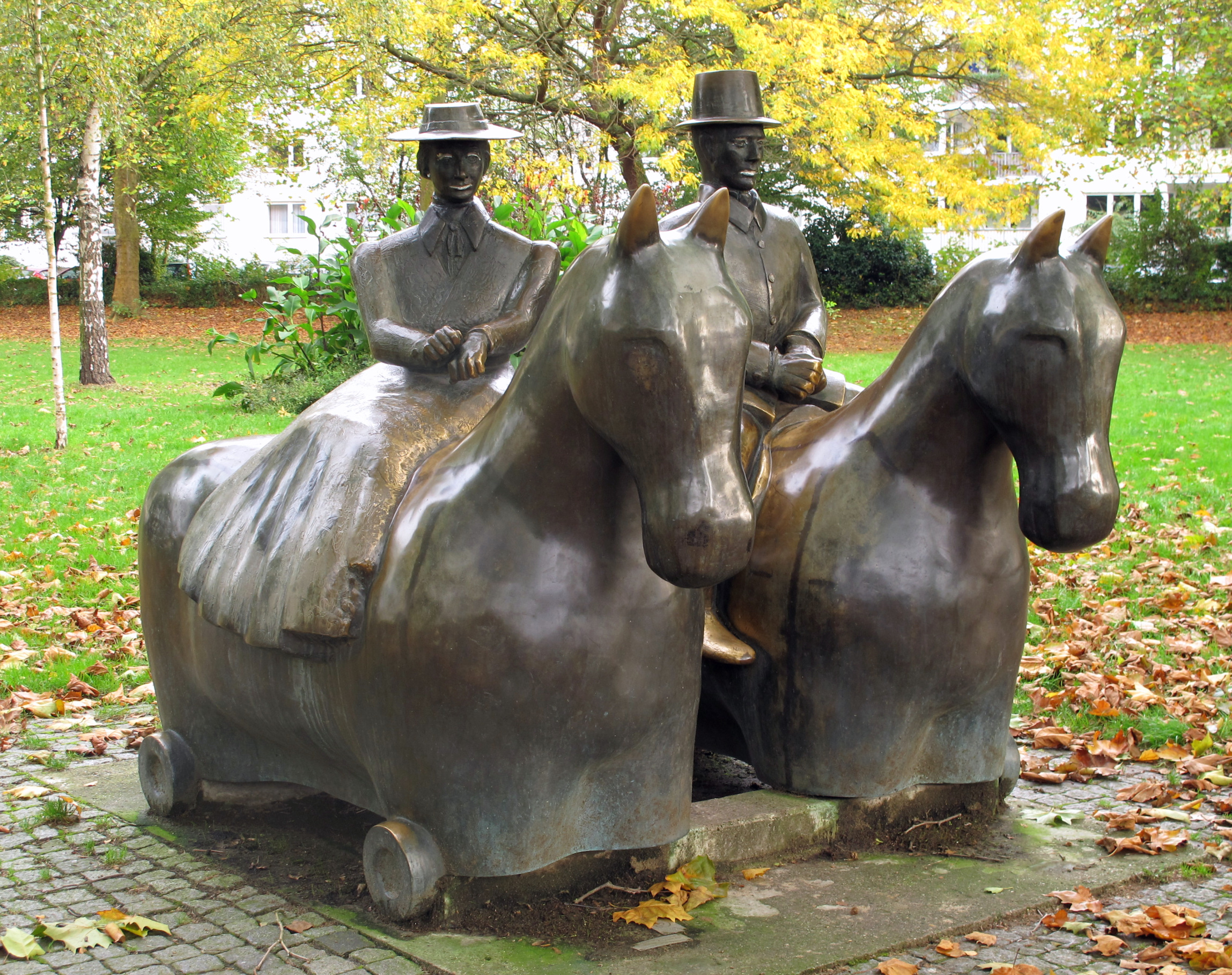
Gräfin Emma und Herzog Benno

Einer Legende nach soll bereits 1032 die Gräfin Emma von Lesum (975/980–1038), letzte Witwe des Grafen von Lesum, den Bremer Bürgern diese Fläche geschenkt haben, die damals zwischen Utbremen und Schwachhausen lag. In der Sage wurde berichtet, dass ihr Schwager Benno, Herzog Bernhard I. von Sachsen (um 950/973–1011) (evtl. aber dessen Sohn Bernhard II) bestimmt habe, dass die Schenkung nur den Teil des Geländes umfassen sollte, den ein Krüppel von Sonnenaufgang bis Sonnenuntergang umkriechen konnte. Der Kopf des Krüppels wurde zwischen den Füßen des Bremer Rolands dargestellt.